# Hillman
Hillman Motor Car Company fue un fabricante británico de automóviles, fundado en 1907, comprado en 1928 por Humber y finalmente ambos absorbidos por el grupo Rootes en 1931. La marca Hillman se mantuvo en el mercado hasta 1976.

## Historia
William Hillman, un reputado ingeniero, quien junto a John Kemp Starley había inventado las ruedas de radios, forjó su fortuna gracias a su fábrica de bicicletas Auto Machinery, situada en Stoke Aldermoor, un suburbio de Coventry, Reino Unido.

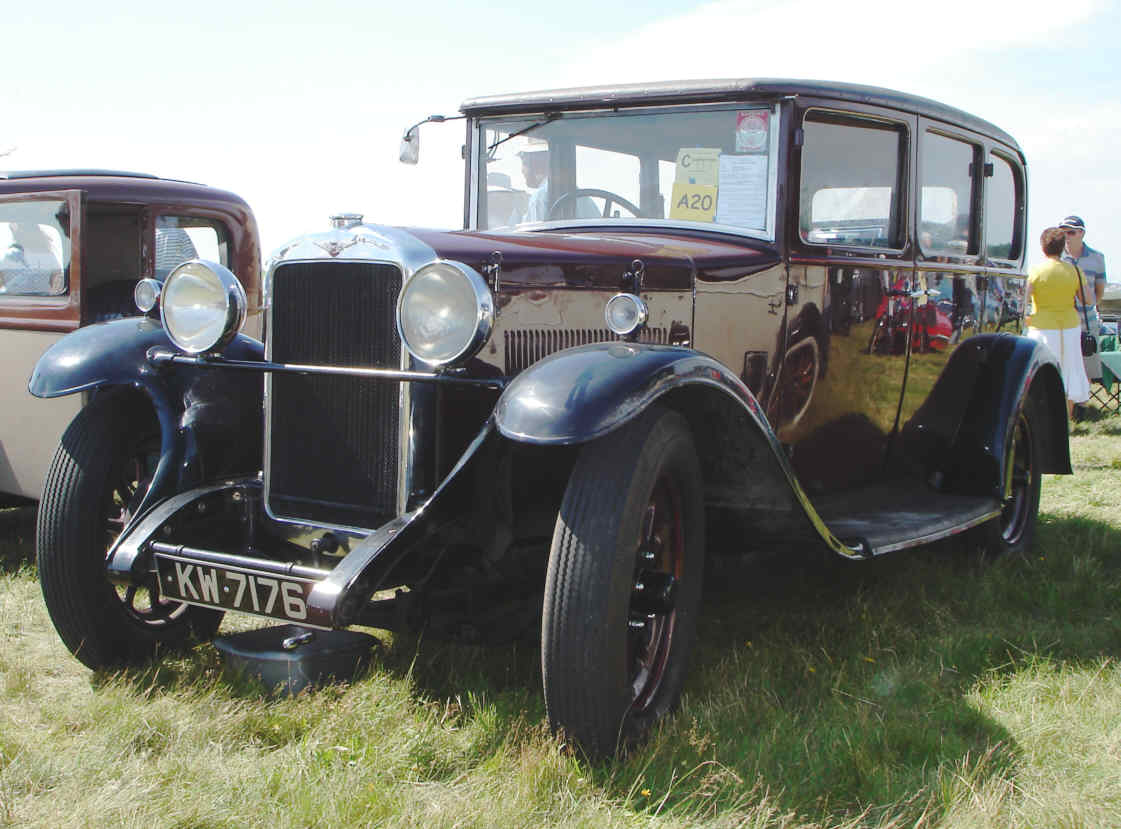
Hillman 14HP de 1929.

En 1907 dio el salto a la producción de automóviles, de la mano del ingeniero francés Louis Coatalen como diseñador. La compañía, llamada en su inicio Hillman-Coatalen lanzó en ese año su primer vehículo, el Hillman-Coatalen 40HP. Coatalen dejó la compañía en 1909 y esta cambió su nombre a Hillman Motor Car Company.
Los primeros vehículos se fabricaron en muy pequeñas cantidades e iban equipados con motores de 4 cilindros y 6,4 litros de cilindrada y de 6 cilindros y 9,7 litros.
El primer vehículo que se vendió en cantidades apreciables fue el 9HP lanzado en 1913 con un motor de 4 cilindros de válvulas laterales y 1357 cc de cilindrada. Tras la Primera Guerra Mundial el modelo fue reintroducido en el mercado con un motor de 1600 cc y una nueva denominación, 11HP.
En 1926, Hillman lanzó su segundo éxito, el 14HP, un vehículo de tamaño medio, con un motor de 4 cilindros en línea y 1954 cc. Hasta 1929 fue el único automóvil que fabricaba Hillman.
En 1928 estaba prevista la salida al mercado del lujoso Hillman Vortic con motor de 8 cilindros, por primera vez con válvulas en cabeza, y 2618 cc. Ese año Hillman fue absorbida por Humber. El vehículo acabó saliendo en 1929 al mismo tiempo que tenía lugar la Gran Depresión. En ese contexto Humber y Hillman fueron compradas por Rootes en 1931.
Dentro de la particular política de marcas de Rootes, Hillman se convirtió en la marca de la gama básica de la compañía, lo que la hizo la más popular y conocida del grupo. La marca Hillman perduró hasta 1976 cuando tras la toma de control de Rootes por parte de Chrysler para formar Chrysler Europe en 1967, el último vehículo de la marca, el Hillman Avenger, cambió su nombre a Chrysler Avenger. Hoy en día la marca es propiedad del Groupe PSA.